# جون روبرت هولمز
جون روبرت هولمز هو سياسي كندي، ولد في 3 سبتمبر 1927 في كندا، وتوفي في 29 ديسمبر 2011. حزبياً، نشط في الحزب الكندي التقدمي المحافظ. وقد انتخب عضو مجلس العموم الكندي.